# فيتامين ك

الصيغة البنائية لأهم فيتامينات ك:
Vitamin K_{1} = Phyllochinon.
Vitamin K_{2} = Menachinon-n.
Vitamin K_{3} = Menadion

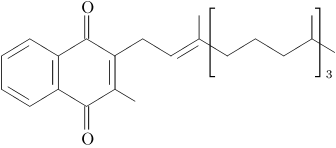
فيتامين كي1

الفيتامينات التي تنتمي إلى مجموعة ك هي مركبات النافثوكينون.
المركب الأب للمجموعة ك هو الميناديون menadione (فيتامين ك3) وعن طريق إضافة مجموعة الألكيل يتحول إلى الميناكينون menaquinone (فيتامين ك2).
الصيغة الرئيسية لفيتامين ك في النباتات هي الفيلوكينون Phylloquinone. وهو يصنع في الأمعاء بواسطة البكتريا المعوية. وبالطبع يوجد أيضا فيتامين ك1 .(انظر اسفله)
فيتامين ك يحتاج إلى امتصاص سليم للدهون حيث أن مشتقات الفيتامين الموجودة طبيعياً تمتص فقط في وجود أملاح الصفراء.
الميناديون فقط هو الذي يمكن امتصاصه في غياب أملاح الصفراء لأنه قابل للذوبان في الماء. وتخزين فيتامين ك في الكبد محدود ويقل تركيزه بسرعة.

## التوصيات اليومية
المرجع الأميركي الغذائي ينصح بالحصول على كمية من فيتامين ك لرجل عمره 25 سنة بمقدار 120 ميكروغرام يومياً، للنساء هو 90 ميكروغرام يومياً ، أما للأطفال والمراهقين فهو 15-100 ميكروغرام يومياً.

## أهميته الحيوية

الصيغة التركيبية العامة لفيتامين K _{ 2 } (menaquinone) ، يشير الحرف 'n' في التركيب إلى عدد وحدات isoprenoid.

## الآثار الجانبية

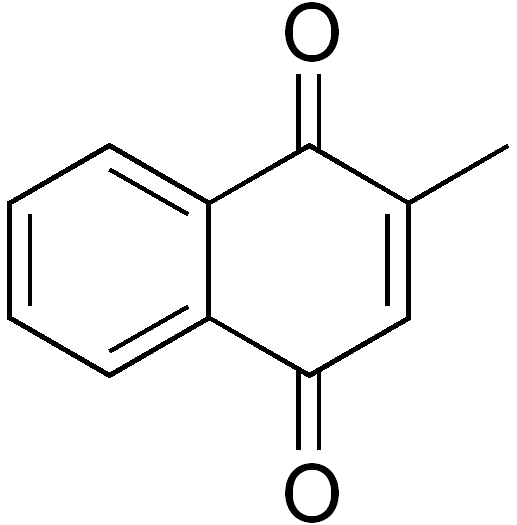
التركيب الكيميائي لميناديون